# Toribash
Toribash é um jogo eletrônico que simula movimentos de luta criados pelo próprio jogador, levando em conta os limites e capacidades do corpo humano. O jogo foi criado para computadores, feito pelo sueco Hampus Söderström, que é considerado uma lenda no game, seu nick é [Mad]Hampa. Isso significa que o jogador pode ilustrar golpes de sumô, kick boxing, judô ou qualquer arte marcial, podendo combinar golpes entre elas. É possível assistir e competir online com jogadores do mundo inteiro.
Combos e golpes em jogos de luta comuns são bem feitos graficamente, com movimentos atraentes, mas não trazem elementos reais da luta, como sangue.

## Torishop
Por cada vitória no modo Multiplayer e nos servidores oficiais BEGINNER até ULTIMATE, 10 Toricredits (TC) são ganhos por partida em que você ganha. Em Torneios Automáticos você pode ganhar de 500 a 1000 Toricredits. No fórum do site oficial, você pode comprar vários itens que permitem personalizar seu personagem, como novas cores para suas partes e modificar as texturas (imagens) de partes específicas do personagem. Também existem itens 3d que variam de cabelo, barba, capas, óculos.São itens 3D que complementam o seu tori como o Pink Shutter Shades. 

## Faixas
Cada faixa requer um tanto de QI, que é exatamente a quantidade de partidas jogadas).
Determinadas faixas podem usar items específicos, como por exemplo items Void (preto) que necessitam 20.000 QI (Custom Belt) para ser utilizados.
A lista abaixo contém Todas as faixas e o QI necessário:
- White Belt - 0
- Yellow Belt - 20
- Orange Belt - 50
- Green Belt - 100
- Blue Belt - 200
- Brown Belt - 500
- 2nd Dan Black Belt - 1000
- 3rd Dan Black Belt - 2000
- 4th Dan Black Belt - 3000
- 5th Dan Black Belt - 4000
- 6th Dan Black Belt - 5000
- 7th Dan Black Belt - 6000
- 8th Dan Black Belt - 7000
- 9th Dan Black Belt - 8000
- 10th Dan Black Belt - 9000

- Master Belt QI: 15000
- Custom Belt QI: 20000

Essas são faixas que loucos jogam para as alcançar, porém quase ninguém tem esta quantidade de QI. 
- God Belt QI: 50000

- One Belt QI: 100000

- Elite Belt QI: 100000000

A partir de 10th Dan Black Belt você já é considerado uma lenda:

## Ligaçoes externas
- Toribash.com
- Forum Oficial do Toribash
- Blog oficial do Toribash
- Nabi Studios